# 향산선
향산선은 조선민주주의인민공화국 평안북도 향산군 묘향산역과 향산역을 연결하는 철도 노선이다. 만포선의 묘향산역에서 분기되며, 향산역으로 이어진다.

## 노선 정보
- 구간과 거리 : 묘향산역-향산역(1.4 ㎞)
- 역 수 : 2개(양단역 포함)
- 궤도 간격 : 1435mm(표준궤)
- 전철화 구간 : 전 구간(직류 3000V)
- 복선 구간 : 없음

## 연혁
- 연도 미상 향산선 완공.

## 역 목록
- 묘향산역(妙香山驛)
- 향산역(香山驛)